# Henryk Gawroński (działacz niepodległościowy)
Henryk Gawroński (ur. 31 grudnia 1894 w Uniejowie, zm. ?) – polski działacz niepodległościowy. 
Urodził się w rodzinie chłopskiej, syn Rocha i Antoniny z Tarczyńskich. Podczas I wojny światowej członek POW – komendant organizacji lokalnej w Uniejowie. Po odzyskaniu niepodległości służył w 29 pułku Strzelców Kaniowskich, zdemobilizowany w stopniu sierżanta. Za  zasługi podczas wojny polsko-bolszewickiej i służby w POW w 1922 został trzykrotnie odznaczony Krzyżem Walecznych. Sekretarz gminy Czuryły, a następnie gminy Uniejów. W 1924 zastępca członka Komisji Szacunkowej do podatku majątkowego na pow. turecki. 28 grudnia 1933 odznaczony Krzyżem Niepodległości. 